# سئونگسان-دونگ
سئونگسان-دونگ (به لاتین: Seongsan-dong) یک منطقهٔ مسکونی در کره جنوبی است که در Mapo District واقع شده‌است.